# Pueblo Nuevo, Atotonilco el Grande
Pueblo Nuevo är en ort i Mexiko.   Den ligger i kommunen Atotonilco el Grande och delstaten Hidalgo, i den sydöstra delen av landet, 120 km nordost om huvudstaden Mexico City. Pueblo Nuevo ligger 1 858 meter över havet och antalet invånare är 106.
Terrängen runt Pueblo Nuevo är kuperad. Runt Pueblo Nuevo är det ganska tätbefolkat, med 70 invånare per kvadratkilometer. Närmaste större samhälle är Atotonilco el Grande, 14,2 km söder om Pueblo Nuevo. I omgivningarna runt Pueblo Nuevo växer huvudsakligen savannskog.